# Манастир Мажићи
Мажићи или Ораховица (Ореховица, Мражић, црква у Дабру) је средњовековни манастир који се налази код села Мажићи,14 km југоисточно од Прибоја и припада Епархији милешевској Српске православне цркве.
Манастир Мажићи се данас налази под заштитом Републике Србије, као споменик културе од великог значаја, а почетком XXI века је обновљена манастирска црква, док радови на обнови читавог комплекса и даље трају.

## Историја
Настао је у XII веку, или током владавине Стефана Немање ((1166)1168-1196) или потиче из преднемањићког доба. Манастирски комплекс је у неколико наврата рушен и обнављан, а трајно је напуштен почетком XVIII века. Ћивот из 1620. године, који је данас у Старој цркви у Сарајеву, налазио се првобитно у Мажићима.Археолошка истраживања комплекса су показала његову велику старост као култног места, налазима из праисторије, а међу најзначајније налазе спадају остаци болнице из доба краља Милутина (1282—1321), у којој су пронађени средњовековни хируршки инструменти.
Сама локација манастира представља веома старо култно место. Током археолошких истраживања комплекса, пронађене су праисторијске гробне хумке из бронзаног доба, римски гробови, као и темељи цркве са некрополом (из IX и X века) око ње. На њима је, током XII века подигнут манастир Ораховица, који се први пут помиње почетком XIII века, у Студеничком типику и тада је спадао међу најзначајније у држави. Вероватно је страдао током провале Кумана, средином XIII века, јер архиепископ Данило II наводи да га је обновио краљ Милутин. Ново разарање, манастир је доживео 1667. године, после чега је изнова обновљен и у изворима се помиње 1683. године и почетком XVIII века, након чега је и трајно опустео. У периоду од 1999. до 2001. године обављена су опсежна археолошка истраживања, током којих су откривени остаци манастирске цркве Светог Ђорђа, конака, кухиње, трпезарије, подрума и болнице.

## Манастирска црква
Манастирска црква (из Милутиновог доба) је једнобродне правоугаоне основе са полукружном апсидом, а димензије су јој 15 са 6 метара, док јој је касније дозидан нартекс, квадратне основе. Њени зидови, прављени од притесаног камена без трагова малтера, били су сачувани до висине од око 2 метра, а највероватније је имала и куполу, која је почивала на 4 јака пиластра, чији су остаци били очувани у њеном средишту.
Почетком XXI века, манастирска црква је реконструисана, према нацртима Републичког завода за заштиту споменика културе, базираним на њеним остацима.